# 阿森松島火山列表
本列表列出阿森松島的活火山與死火山。

## 火山
| 名稱     | 海拔 | 海拔 | 位置                            | 最近爆發 |
| 名稱     | 公尺 | 英尺 | 經緯度                          | 最近爆發 |
| 阿森松島 | 858  | 2815 | 7°57′S 14°22′W / 7.95°S 14.37°W | 全新世   |